# Vito Caravelli
Vito Caravelli (Irsina, 1724 – Napoli, 25 novembre 1800) è stato un matematico italiano.

## Biografia

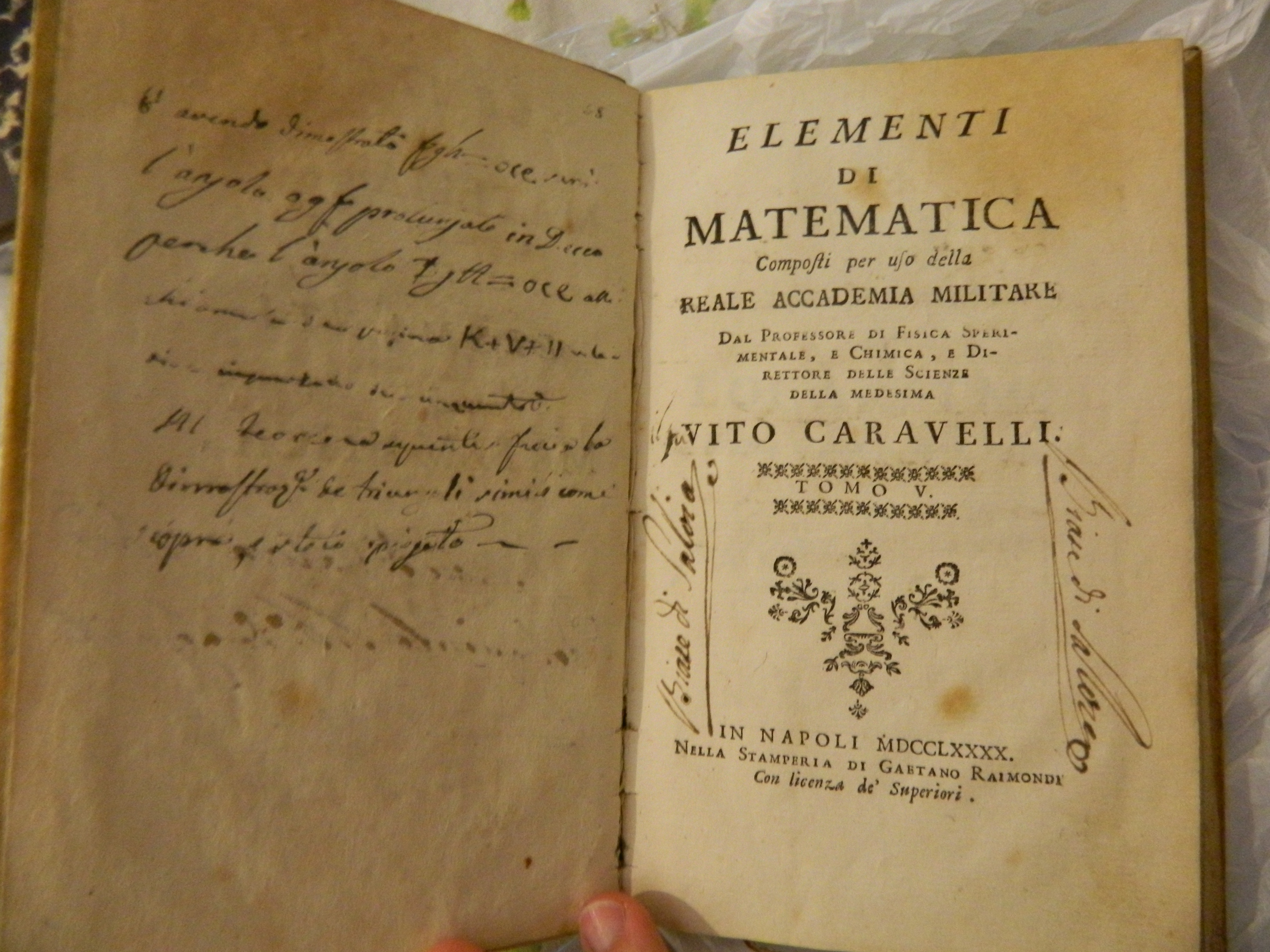
Elementi di Matematica - Tomo V (originale 1790 del Caravelli)

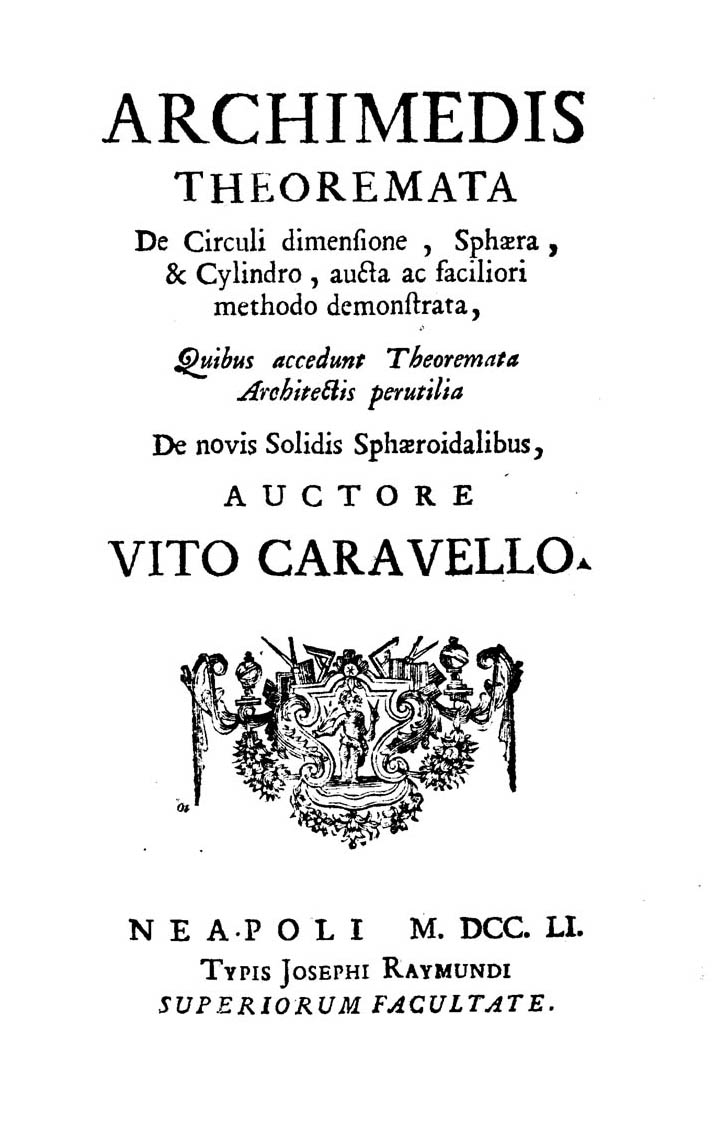
Archimedis Theoremata, 1751

Divenuto sacerdote in giovane età, si dedicò precocemente allo studio e all'insegnamento della matematica, attività che nella sua mente furono sempre connesse. Il proposito di rappresentare in un compendio unico il pensiero matematico classico e moderno, che passasse però dalla semplificazione a scopo didattico degli argomenti, lo portò ad essere un prolifico trattatista.
La prima delle sue opere, databile al 1750, fu intitolata Euclidis elementa quinque postrema solidorum scientiam continentia, quibus velut elementum aliud adiectus est F. Flussatis liber de solidorum regularium cuiuslibet intra quodlibet comparatione. Dedicata evidentemente alla trattazione della geometria piana e solida, tale opera rivisita i libri XIXV degli Elementi di Euclide, integrandoli con i successivi contributi di Cristoforo Clavio e Francesco Flussate sulla geometria piana e solida, rispettivamente.
Nei due anni successivi, Caravelli espanse ed ampliò la sua opera sulla geometria, pubblicando, a distanza di un anno l'uno dall'altro, i due trattati Archimedis theoremata de circuli dimensione, sphoera et cylindro, aucta ac faciliori methodo demonstrata, quibus accedunt theoremata Architectis perutilia de novis solidis sphoeroidalibus (basato sul trattato di Archimede Della sfera e del cilindro) ed Elementa matheseos. Tomus primus qui Geometriam planam,seu priores sex libros Euclidis breviter demonstratos complectitur.
La comparsa di questi tre lavori diede al Caravelli buona notorietà sia in Italia, che all'estero, e soprattutto lo mise in luce con il governo borbonico. Già a partire dal 1753, gli fu assegnata la cattedra di matematica presso un istituto di educazione religiosa, e l'anno dopo fu chiamato da Carlo di Borbone a svolgere il medesimo compito presso la Regia Accademia di Marina e il corpo volontario di artiglieria. Durante gli anni dedicati all'insegnamento, Caravelli continuò a svolgere un'intensa attività pubblicistica, che lo portò ad applicare il suo metodo di semplificazione concettuale ed espositiva ad una vasta parte della cultura matematica del tempo. Tale attività si concretizzò nel 1759 nella pubblicazione in otto volumi degli Elementi di matematiche in cui riprendeva in versione italiana le sue precedenti opere latine sulla geometria piana e solida, e vi accompagnava un'ampia trattazione delle altre branche della matematica.
L'impegno di docente presso la scuola di artiglieria lo portò a contatto con le applicazioni pratiche delle scienze matematiche, ed anche in questo caso si applicò, con il metodo consueto, alla redazione di due testi specialistici: Elementi dell'artiglieria (1773); ed il monumentale Elementi dell'architettura militare, in sei volumi (1776).
Da questo momento in poi, la sua attività di trattatista fu sempre più orientata alla rappresentazione delle scienze matematiche pratiche, atteggiamento che lo portò negli anni successivi a pubblicare Trattati del calcolo differenziale e del calcolo integrale per uso del regale collegio militare (1786), in collaborazione con Vincenzo Porto; Memoria pel conduttore elettrico che si pensa di mettere sulla cupola del tesoro di S. Gennaro (1786), uno dei primi scritti apparsi in Italia sul parafulmine; e il corposo Trattato di astronomia in quattro tomi, pubblicato tra il 1782 ed il 1794.
Con l'accorpamento nel 1787 dei diversi istituti militari esistenti nel Regno delle Due Sicilie nella Reale Accademia Militare della Nunziatella, Caravelli vi continuò l'insegnamento matematico, essendo stato l'anno prima nominato da Ferdinando I delle Due Sicilie presidente della commissione d'esame delle scuole militari.
A coronamento della sua lunga carriera di studioso e docente, che lo portò tra gli altri ad avere come allievi Michele Granata ed Eleonora Pimentel Fonseca, Caravelli fu chiamato nel 1791 a ricoprire l'incarico di docente di matematica del principe ereditario, successivamente divenuto sovrano col nome di Francesco I delle Due Sicilie.
L'opera pubblicistica continuò anche in questi anni, portando Caravelli a pubblicare gli Opuscoli 1789; un Trattato della geometria sferica (1795); e gli Elementi di geometria pratica (1799).
Allo studioso materano la natia Irsina ha dedicato la propria biblioteca e la scuola elementare..